# 朱胤欀
沁水莊和王朱胤欀（1495年—1542年），明朝瀋藩第五代沁水王，沁水榮穆王朱勛瀶嫡長子，著有《家範》三卷。

## 生平
嘉靖元年（1522年）八月，明世宗遣太子太傅朱輔等為正使，太常寺寺丞吳大田等為副使，持節冊封朱胤欀為沁水王。

## 子孫
- 嫡長子：鎮國將軍→沁水昭定王朱恬烆
- 第二子：鎮國將軍朱恬爍，號振庵，著有《振庵詩集》[4]
  - 子：輔國將軍朱珵埦，號玉溪，不求聞達，尤為博雅[2]，萬曆十六年（1588年）作有《望玉田諸弟游五龍山》，今詩碑存蘇店鎮廟上村[5]
  - 子：輔國將軍朱珵塯，字純甫，號玉田，著有《玉田集》[4]，萬曆十六年（1588年）作有《春日游五龍山》，今詩碑存蘇店鎮廟上村[5]
  - 子：輔國將軍朱珵圪，字崇甫，著有《玉澗集》[4]
- 第三子：鎮國將軍朱恬烷，號達庵[4]，創立進修宗會，著有《訓約》三卷[2]，《達庵集》[4]
  - 子：輔國將軍朱珵圻，字京甫[4]，號玉林，著有《怡真亭稿》《杞見錄》《藥石瑣言》《名藩賦頌》[2]《玉林集》[4]
- 子：朱恬煊，著有《約庵集》
- 子：朱恬𤈜，著有《裕庵集》
- 孫：朱珵垿，號玉岡，著有《宗會詩稿》《陽春館會稿》
- 曾孫：朱效𬬔，號盤峯，擅長書法，著有《匪莪集》《玄覽齋集札》《見緒錄》《醫社庸談》《七揚》[2]

## 評價
- 《弇山堂别集》卷073：履正志和，不剛不柔。